# Neoceratias spinifer
Famille
Genre
Espèce
Neoceratias spinifer est une espèce de poissons abyssaux, la seule du genre Neoceratias lui-même unique représentant de la famille des Neoceratiidae dans l'ordre des Lophiiformes.